# Século I a.C.
Milénios: segundo milénio a.C. - primeiro milénio a.C. - primeiro milénio d.C.
Século II a.C. - Século I a.C. - Século I
No decorrer do século, todas as terras independentes remanescentes ao redor do mar Mediterrâneo foram constantemente colocadas sob o controle romano, sendo governadas diretamente por governadores ou por reis fantoches nomeados por Roma. O próprio estado romano mergulhou várias vezes na guerra civil, resultando finalmente na marginalização de sua República Romana de 500 anos e na incorporação do poder estatal total em um único homem - o imperador romano.
A turbulência interna que assolou Roma nessa época pode ser vista como a agonia da República Romana, quando finalmente deu lugar às ambições autocráticas de homens poderosos como Sula, Júlio César, Marco Antônio e Otaviano. A ascensão de Otaviano ao poder total como imperador Augusto é considerada um marco na história em que a República Romana termina e o Império Romano começa. Alguns estudiosos se referem a este evento como a Revolução Romana. O nascimento de Jesus, a figura central do Cristianismo, aconteceu no final deste século.
No continente oriental, a Dinastia Han começou a declinar e a corte da China estava um caos na segunda metade deste século. Presos em uma situação difícil, os Xiongnu tiveram que começar a emigração para o oeste ou ligar-se aos Han.

## Eventos

### África
- 30 a.C.: O Egito passa para o domínio romano após a morte de Cleópatra VII que marca o fim da dinastia ptolomaica.[1]
- 23 a.C.: a candace (rainha) Amani-Xaquéto, reina na Núbia. Um tratado é concluído pelos embaixadores de Amani-Xaquéto com o imperador Augusto em Samos em 21 aC. [2]
- 21 a.C.: expedições do procônsul da África Lúcio Cornélio Balbo, o Jovem contra os Gétules e os Garamantes [3]

### Oriente Médio
- 95-55 aC.': apogeu da Armênia sob o reinado de Tigranes, o Grande [4].
- 67-63 a.C.: o trono da Judéia é o foco de um sério conflito entre os dois príncipes asmoneus Hircano II e Aristóbulo II. O governador Antípatro aliou-se aos romanos que permaneceram por um século na região, e em 63 a.C., o exército romano ocupa Jerusalém, e o General Pompeu entra no Templo de Jerusalém [5].
- 64 a.C.: A Síria torna-se uma província romana [6]
- 63 a.C..: A Judéia passa sob o protetorado romano [7]
- Nascimento de Jesus Cristo, c. 4 a.C..

### Ásia
- 85 a.C.: os citas tomam Gandhara, no atual Paquistão, varrendo os reinos indo-gregos. O rei Mauès estabeleceu um reino indo-cita com Taxila como sua capital [8] Seus sucessores governarão até meados do século seguinte o leste do Afeganistão e o norte do Paquistão. Eles carregam o título grego de Basileus e governam por meio de sátrapas.
- 72-27 aC.: a dinastia Canva sucede à dinastia Sunga e reina sobre o Reino de Mágada na Índia [9]
- 57 a.C.: início do período dos Três Reinos da Coreia que vê confrontar três reinos principais e outros menores na Coreia e na Manchúria

### Europa
- 100-50 aC.: presença atestada de judeus na Espanha por placas funerárias inscritas em hebraico (Tarragona, Tortosa, Mérida, etc.) [10]
- 91-88 aC.: a guerra social na Itália [11]
- 82-79 a.C.: ditadura de Sula em Roma [12]
- 80-72 a.C.: Guerra Sertoriana na Hispânia [13].
- 73-71 a.C.: Terceira Guerra Servil.[14]
- 60-53 a.C.: Pompeu, Crasso e Júlio César formam o primeiro triunvirato [15]
- 49-45 a.C.: guerra civil entre César e Pompeu [16]
- 44 a.C.: Júlio César nomeado ditador perpétuo
- Júlio César refunda Cartago e Corinto como colônias romanas.
- Assassinato de Júlio César nos Idos de Março.
- 43-30 a.C.: Terceira guerra civil entre Marco Antônio e Otávio, sobrinho adotivo de Júlio César [17]
- 27 a.C.: Otávio, agora se denominando "Imperador César, Filho do Divino, Augusto" reorganiza a República Romana no Império Romano, 27 a.C..
- 16-7 a.C.: Conquista romana de Rhaetia e do arco alpino. A fronteira do Império chega até o Danúbio.

### América
- 31 a.C.: primeira data conhecida na Mesoamérica descoberta na estela C do sítio de Tres Zapotes, atestando o uso de um calendário [18] O século I a.C. vê a consolidação dos traços característicos desta região, como o calendário, a escrita ou o jogo de bola, bem como o surgimento de importantes centros populacionais, dos quais a futura megalópole de Teotihuacan.

## Personagens importantes
- Otávio Augusto, Imperador romano.
- Cícero, político e escritor romano.
- Cleópatra VII do Egito, faraó do Egito.
- Cassivelauno, líder militar bretão.
- Espártaco, gladiador e líder insurgente da Terceira Guerra Servil.
- Estrabão, historiador e geômetra grego.
- Horácio, poeta romano.
- Hilel, o Ancião, rabino judeu.
- Júlio César, político e general romano.
- Marco Aurélio, político e general romano.
- Ovídio, poeta romano.
- Virgílio, poeta romano.
- Jesus, o Cristo
- Vitrúvio, arquitecto romano.
- Tigranes, o Grande, rei da Armênia.
- Vercingetorix, líder militar gaulês.
- Xuan de Han, imperador da China.

## Décadas
Década de 90 a.C. | Década de 80 a.C. | Década de 70 a.C. | Década de 60 a.C. | Década de 50 a.C. | Década de 40 a.C. | Década de 30 a.C. | Década de 20 a.C. | Década de 10 a.C. | Década de 0 a.C.

## Anos
100 a.C. | 99 a.C. | 98 a.C. | 97 a.C. | 96 a.C. | 95 a.C. | 94 a.C. | 93 a.C. | 92 a.C. | 91 a.C.
90 a.C. | 89 a.C. | 88 a.C. | 87 a.C. | 86 a.C. | 85 a.C. | 84 a.C. | 83 a.C. | 82 a.C. | 81 a.C.
80 a.C. | 79 a.C. | 78 a.C. | 77 a.C. | 76 a.C. | 75 a.C. | 74 a.C. | 73 a.C. | 72 a.C. | 71 a.C.
70 a.C. | 69 a.C. | 68 a.C. | 67 a.C. | 66 a.C. | 65 a.C. | 64 a.C. | 63 a.C. | 62 a.C. | 61 a.C.
60 a.C. | 59 a.C. | 58 a.C. | 57 a.C. | 56 a.C. | 55 a.C. | 54 a.C. | 53 a.C. | 52 a.C. | 51 a.C.
50 a.C. | 49 a.C. | 48 a.C. | 47 a.C. | 46 a.C. | 45 a.C. | 44 a.C. | 43 a.C. | 42 a.C. | 41 a.C.
40 a.C. | 39 a.C. | 38 a.C. | 37 a.C. | 36 a.C. | 35 a.C. | 34 a.C. | 33 a.C. | 32 a.C. | 31 a.C.
30 a.C. | 29 a.C. | 28 a.C. | 27 a.C. | 26 a.C. | 25 a.C. | 24 a.C. | 23 a.C. | 22 a.C. | 21 a.C.
20 a.C. | 19 a.C. | 18 a.C. | 17 a.C. | 16 a.C. | 15 a.C. | 14 a.C. | 13 a.C. | 12 a.C. | 11 a.C.
10 a.C. | 9 a.C. | 8 a.C. | 7 a.C. | 6 a.C. | 5 a.C. | 4 a.C. | 3 a.C. | 2 a.C. | 1 a.C.
1. ↑  Florence Braunsten, op. cit, p. 864
2. ↑  Collectif, Histoire générale de l'Afrique, vol. 2, UNESCO, 1985, 925 p
3. ↑  Yann Le Bohec, La troisième légion Auguste, Éditions du Centre national de la recherche scientifique, 1989, 632 p. (ISBN 978-2-222-03988-4)
4. ↑  Claire Mouradian, L'Arménie : « Que sais-je ? » n° 851, Presses Universitaires de France, 2013, 128 p. (ISBN 978-2-13-062793-7)
5. ↑  Christian-Georges Schwentzel, Hérode le Grand, Pygmalion, 2011, 326 p. (ISBN 978-2-7564-0649-7)
6. ↑  Yann Le Bohec, Histoire des guerres Romaines : Milieu du VIIIe siècle avant J.-C. – 410 après J.-C., Tallandier, 2017, 608 p. (ISBN 979-10-210-2302-4)
7. ↑  Geoffrey W. Bromiley, International Standard Bible Encyclopedia : E-J, vol. 2, Wm. B. Eerdmans Publishing, 1995, 1175 p. (ISBN 978-0-8028-3782-0)
8. ↑  Janos Harmatta, History of civilizations of Central Asia, vol. 2, UNESCO, 1994, 574 p. (ISBN 978-92-3-102846-5)
9. ↑  Lionel D. Barnett, Antiquities of India : An Account of the History and Culture of Ancient Hindustan, Atlantic Publishers & Dist, 1999, 322 p. (ISBN 978-81-7156-442-2)
10. ↑  Béatrice Leroy, L'aventure séfarade, Albin Michel, 2013, 222 p. (ISBN 978-2-08-081253-7)
11. ↑  Marie-Pierre Arnaud-Lindet, Histoire et politique à Rome : les historiens romains iiie siècle av. J.-C. : ve siècle ap. J.-C., Éditions Bréal, 2001, 383 p. (ISBN 978-2-84291-772-2)
12. ↑  Jean-Pierre Martin, Alain Chauvot, Mireille Cébeillac-Gervasoni, Histoire romaine, Armand Colin, 2010, 480 p. (ISBN 978-2-200-25838-2)
13. ↑  George C. Kohn, Dictionary of Wars, New York, Infobase Publishing, 2007, 3rd éd., 692 p. (ISBN 978-1-4381-2916-7)
14. ↑  Yann Le Bohec, Histoire des guerres Romaines : Milieu du VIIIe siècle avant J.-C. – 410 après J.-C., Tallandier, 2017, 608 p. (ISBN 979-10-210-2302-4)
15. ↑  Kathryn Tempest, Cicero : Politics and Persuasion in Ancient Rome, Continuum, 2011, 256 p. (ISBN 978-1-84725-246-3)
16. ↑  Paul M. Martin, Tuer César !, Éditions Complexe, 1988, 221 p. (ISBN 978-2-87027-248-0)
17. ↑  Jacques Gaillard, Introduction à la littérature latine - 3e éd. : Des origines au Haut-Empire, Armand Colin, 2017, 160 p. (ISBN 978-2-200-61839-1)
18. ↑  Dictionnaire de la Préhistoire : Les Dictionnaires d'Universalis, Encyclopaedia Universalis, 2017 (ISBN 978-2-341-00223-3)